# Церква святого Архістратига Михаїла (Залісся, УГКЦ)
Церква Святого Архистратига Михаїла в Заліссі — парафія і храм греко-католицької громади Пробіжнянського деканату Бучацької єпархії Української греко-католицької церкви в селі Залісся Чортківського району Тернопільської области.

## Історія церкви
Парафія в селі Заліссі існувала в лоні УГКЦ з XIX століття. У 1895 році на місці старої дерев'яної церкви з дзвіницею за кошти жертводавців збудували нову кам'яну. Дерев'яна дзвіниця збереглася до наших днів.
З 1946 по 1989 рік парафія і храм перебували в підпорядкуванні РПЦ. У 1990 році громада розділилася на православну і греко-католицьку. Кам'яний храм відійшов православним, а греко-католики протягом восьми років проводили богослужіння на цвинтарі.
У 1998 році громада збудувала каплицю, яка служить їм церквою. У 2002 році місцевий майстер встановив іконостас, придбаний у церкві міста Копичинці.
При парафії діють такі спільноти:
- Братства «Апостольство молитви» та «Жива вервиця».
- Недільна школа.

Катехизацію проводить катехитка Надія Ментинська.
Біля церкви встановлено фігуру Божої Матері та дерев'яний хрест.

## Парохи
| Ім'я                  | Роки                        | Світлини |
| --------------------- | --------------------------- | -------- |
| о. Демушка            |                             |          |
| о. Дикайло            |                             |          |
| о. Боленкевич         |                             |          |
| о. Богдан Недільський | адміністратор, з липня 1992 |          |